# Rasavātam
Rasavātam (lit., ‘vía del mercurio’) es el nombre que recibe la alquimia hindú. 
Poco se conoce en Occidente sobre el carácter y la historia de la alquimia india. Un alquimista persa del siglo XI llamado al-Biruni informó de que «tienen una ciencia similar a la alquimia que es bastante peculiar, a la que llaman rasavātam».  
La práctica se hizo principalmente con hierbas, drogas, medicamentos y preparados. Los sulfuros de mercurio se utilizan tradicionalmente en rasavātam y ayurveda para curar enfermedades y prolongar la vida. 